# Planaltos (Noruega)

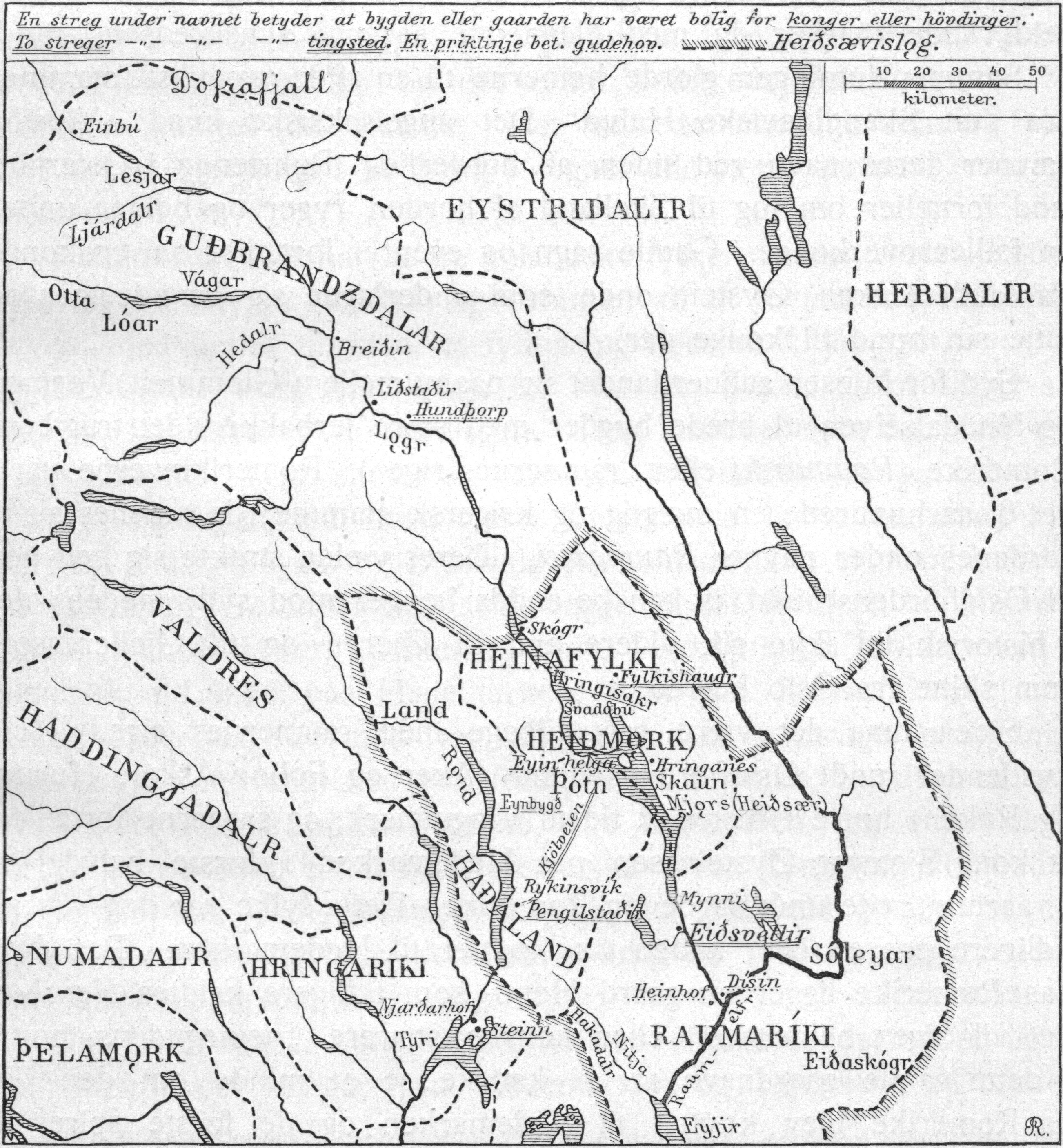
Mapa sobre os Planaltos, desenhado por Ivar Refsdal

Planaltos (em nórdico antigo: Upplǫnd; em norueguês: Opplanda) é um nome antigo para as terras agrícolas e regiões de florestas ao norte de Oslo, na Noruega. O termo geralmente incluí os distritos de Romerícia, Ringerícia, Hedemarca, Toten, Hadelândia e Landa. Ao norte, essas terras se ramificam por vales para os distritos de Gudbrandsdalen e Dalen Oriental, que muitas vezes também foram relatados como parte dos Planaltos. Também tem sido implícito que os distritos de Hallingdal, Numedal, Valdres e Telemarca também foram incluídos.

## História
Na Era Viquingue, os Planaltos também foram uma unidade administrativa governada por reis:
- Ósteno, pai de Åsa que se casou com Haldano Pernas Brancas (veja Saga dos Inglingos, parágrafo 49)
- Haldano, o Idoso (c. 750)
- Ivar, Jarl de Oplândia (c. 770)
- Ósteno, o Barulhento, genro de Ragualdo, o Muito Honrado e pai de Ragualdo, o Sábio (788)